# Dokument o autenticitě
Dokument o autenticitě je dokument přijatý na konferenci ICOMOS v japonském městě Nara v listopadu roku 1994. Sestavili jej zástupci 28 zemí, jako text, který staví na myšlenkových základech Benátské charty, přijaté v roce 1964, a který dále rozšiřuje pojetí původnosti v památkové péči.

## Obsah dokumentu
Dokument se skládá ze 4 částí:

### Preambule
Začíná poděkováním Japonsku za možnost konání akce, a poděkováním Výboru pro světové dědictví za vytyčení rámce debaty o autentičnosti. Je zde zmíněn odkaz na Benátskou
chartu a stručné vyjádření k smyslu dokumentu. Autoři považují důležitost posouzení autentičnosti pro kulturní dědictví a kolektivní paměť lidstva, a to nejen v evropském prostoru, ale na celém světě a v různých společnostech, za zásadní.

### Kulturní rozmanitost a rozmanitost dědictví
Dokument považuje kulturní rozmanitost a dědictví za nenahraditelné bohatství lidstva, a apeluje na jeho ochranu. Tato rozmanitost se dle autorů projevuje v prostoru a čase, a je třeba uznat legitimitu kulturních hodnot všech zúčastněných stran. Text zde připomíná základní princip UNESCa – kulturní dědictví každého je dědictvím všech – a rozvádí myšlenku zodpovědnosti, která leží zejména na straně, která kulturu vytvořila nebo ji spravuje, ale přihlášením se k Chartám musí respektovat v nich přijaté principy.

### Hodnota a autentičnost
Ochrana kulturního dědictví podle této části vychází ze stanovení autenticity, tedy co nejlepšího a nejpřesnějšího chápání hodnot a co nejdůvěryhodnějších zdrojů informací. Autenticita je tak základním faktorem pro vědecké práce, ochranu, obnovu, restaurování či evidenci. Protože se však podle autorů posuzování těchto hodnot mezi kulturami i v rámci kultur liší, snaží se nastavit jednotná kritéria a specifické znaky tak, aby mohla být každá památka posuzovaná s ohledem na její kontext. Závěrem text vyjmenovává informační zdroje pro posuzování autenticity, jimiž jsou koncepce a forma, materiály a hmoty, použití a funkce, tradice a techniky, poloha a umístění, duch a cítění, a další vnitřní i vnější faktory.

### Přílohy
První z příloh je návrhem jak v záležitosti pokračovat, druhá z nich definuje pojmy Ochrana, Kulturní dědictví a Informační zdroje.